# 633
633 (DCXXXIII) fue un año común comenzado en viernes del calendario juliano, en vigor en aquella fecha.

## Acontecimientos
- 5 de diciembre: se inicia el IV Concilio de Toledo, en presencia del rey Sisenando, bajo la dirección de Isidoro de Sevilla.

## Fallecimientos
- 12 de octubre: Edwin de Northumbria, rey de Deira y Bernicia (616-633).